# Auguste Bry
Pour les articles homonymes, voir Bry.
Auguste Marc Edmé Bry, né le 5 janvier 1805 à Paris où il est mort le 16 janvier 1880, est un graveur, lithographe et imprimeur français.

## Biographie
Marc Edmé Auguste Bry est le fils de Pierre Louis Francois Joseph Bry et de Jeanne Marie Félicité Bonneiprat.
Il possède un atelier de 12 presses, desquelles proviennent la plupart des impressions de Decamps, Fielding, Roqueplan, Roubaud, Bellangé ou Raffet.
Il épouse Marie Joséphine Janod, le couple aura quatre fils et une fille.
Capitaine au 16e bataillon des Gardes nationaux, il est nommé en 1864 Chevalier de la Légion d'honneur.
Il meurt à son domicile parisien de la rue de Sèvres à l'âge de 75 ans. Il est inhumé le 18 janvier au cimetière du Montparnasse.

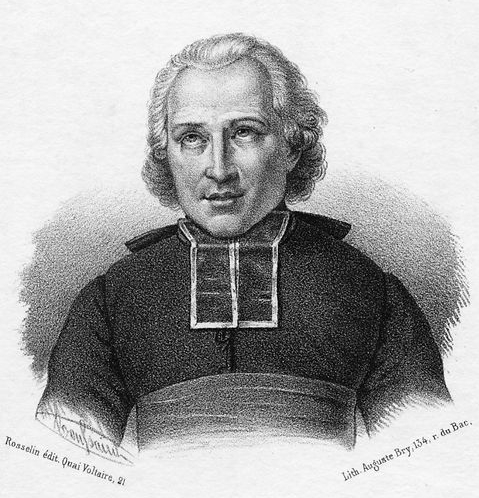
Portrait de l'abbé Grégoire, lithographie d'Auguste Bry.